# Kékfarkcsíkú verébpapagáj
A kékfarkcsíkú verébpapagáj (Forpus cyanopygius), korábban kékszárnyú verébpapagáj, a madarak osztályának papagájalakúak (Psittaciformes) rendjébe és a papagájfélék (Psittacidae) családjába tartozó faj.

## Rendszerezése
A fajt Charles de Souance francia ornitológus írta le 1856-ban, a Psittacula nembe Psittacula cyanopygia néven.

## Alfajai
- Forpus cyanopygius cyanopygius (Souance, 1856)
- Forpus cyanopygius insularis (Ridgway, 1888)[4]

## Előfordulása
Mexikóban, a Csendes-óceán partvidékén honos. Természetes élőhelyei a szubtrópusi és trópusi száraz erdők. Állandó, nem vonuló faj.

## Megjelenése
Testhossza 14 centiméter, testtömege 30-37 gramm.

## Életmódja
Gyümölcsökkel, bogyókkal és magvakkal táplálkozik.

## Természetvédelmi helyzete
Az elterjedési területe elég nagy, egyedszáma viszont csökken. A Természetvédelmi Világszövetség Vörös listáján mérsékelten fenyegetett fajként szerepel.